# 浅井清政
浅井 清政（あざい きよまさ）は、戦国時代の武将。浅井氏の家臣。通称は越前守。

## 略歴
浅井氏の庶家出身。浅井忠政の子として誕生。
一門衆として宗家で兄直政を支えた。

## 系譜
- 『柳営婦女伝[1]』では越後守。浅井信濃守氏政の子、教政（清三郎）、敏政（長門守）の弟、廣政（備後守）の兄。壁閑（新十郎、蔵人入道）、惟政（五兵衛）、明政（石見守）、福寿庵（惟安首座）、貞政（越後守）の父。
- 『諸家系図纂（続群書類従）[2]』には記載がない。
- 『東浅井郡誌[3]』では出現史料を示すことができず、「直接若くは間接に、史料の以て徴証するに足る者」に含んでいない。